# Wilmer Cave Wright

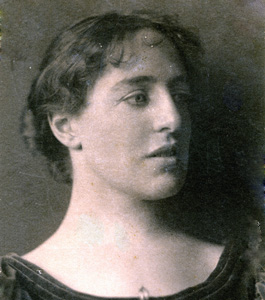
Wilmer Cave Wright

Wilmer Cave Wright (vollständiger Name Emily Wilmer Cave France Wright, * 21. Januar 1868 in Birmingham; † 16. November 1951 in Bryn Mawr, Pennsylvania) war eine US-amerikanische Klassische Philologin.

## Leben und Werk
Wilmer Cave Wright (geb. France) studierte von 1888 bis 1892 am Girton College der University of Cambridge und von 1892 bis 1893 am Bryn Mawr College (Bryn Mawr, Pennsylvania). Ihre Promotion zum Ph. D. erreichte sie 1895 an der University of Chicago mit einer umfassenden Studie über die sophistischen und neuplatonischen Einflüsse im literarischen Werk des Kaisers Julian. Ab 1897 lehrte sie am Bryn Mawr College, zunächst als Reader in Classics, ab 1898 als Associate Professor of Greek, später als Full Professor of Greek. 1933 trat sie in den Ruhestand.
Wilmer Cave Wright war eine der besten Kennerinnen der spätantiken Literatur ihrer Zeit. Ihre Studien zu Julians Schriften (4. Jahrhundert n. Chr.) setzten große Belesenheit in der antiken Literatur der vorangehenden Jahrhunderte voraus. Ihre Literaturgeschichte (1907), die von den homerischen Epen bis zu Kaiser Julian reichte, wurde in der Fachwelt entsprechend geschätzt und (beispielsweise von Gilbert Murray) hoch gelobt. In diesen Kontext gehört auch ihre Übersetzungen der Sophistenviten des Eunapios von Sardes und des Philostratos (1922) sowie der Schriften Julians (1913–1923). Später beschäftigte sich Wright vor allem mit der Geschichte der Medizin in der Frühen Neuzeit und gab kommentierte Neuausgaben verschiedener historischer Abhandlungen heraus.
Seit 1906 war sie mit J. Edmund Wright verheiratet.

## Schriften (Auswahl)
- The Emperor Julian’s relation to the new sophistic and neo-Platonism. London 1896
- A Short History of Greek Literature, from Homer to Julian. New York 1907
- Julian. 3 Bände, Cambridge/London 1913–1923 (Loeb Classical Library)
- Philostratus and Eunapius: The Lives of the Sophists. Cambridge/London 1922 (Loeb Classical Library)
- Hieronymi Fracastorii de contagione et contagiosis morbis et eorum curatione libri III. New York 1930
- De morbis artificum Bernardini Ramazini diatriba. Chicago 1940
- Giovanni Maria Lancisi: De aneurysmatibus, opus posthumum. New York 1952
- Bernardino Ramazzini: De Morbis Typographorum. Birmingham 1989